# گیوی شاهنازاری
گیوی شاهنازاری (گیگوش شاهنازاریان) (ارمنی: Գիվի Շահնազարի (Գիգուշ Շահնազարյան؛ زادهٔ ۲۳ دسامبر ۱۹۳۳ - ۲۳ سپتامبر ۲۰۲۴) شاعر و مترجم اهل ارمنستان بود.

## زندگی‌نامه
وی در ۲۳ دسامبر ۱۹۳۳ در تفلیس به دنیا آمد و از دانشگاه دولتی تفلیس فارغ‌التحصیل گشت. وی برنده جوایزی همچون مدال موسس خورناتسی (۲۰۱۱) بود. وی عضو اتحادیه نویسندگان گرجستان بود. وی در ۲۳ سپتامبر ۲۰۲۴ در سن ۹۰ سالگی درگذشت.